# Lurcy-Lévis
Lurcy-Lévis è un comune francese di 2 162 abitanti situato nel dipartimento dell'Allier della regione dell'Alvernia-Rodano-Alpi.

## Società

### Evoluzione demografica
Abitanti censiti

## Amministrazione

### Gemellaggi
- Mesero, dal 2018